# Heuvel (Tilburg)

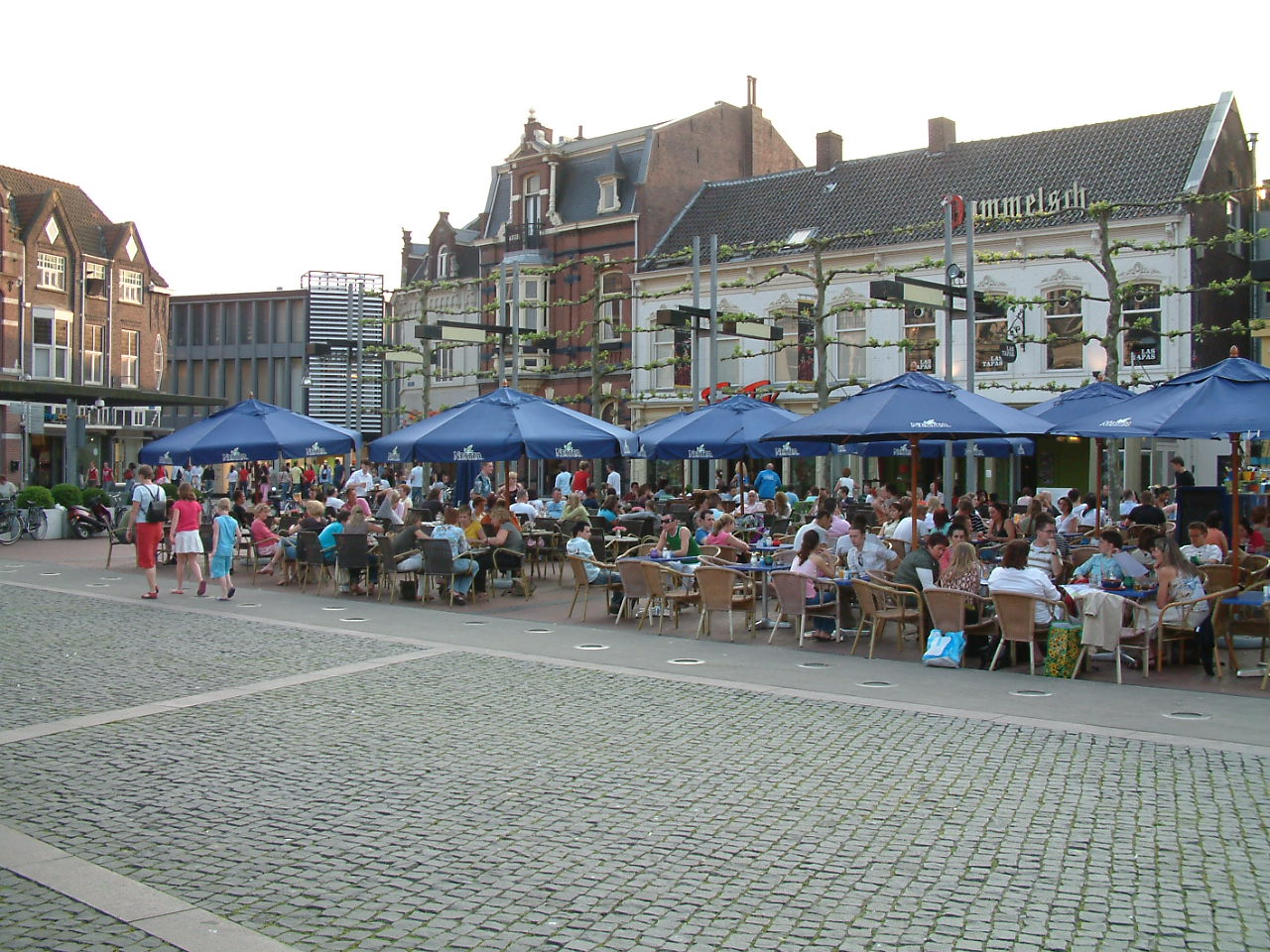
Horeca met terrassen, foto 2006

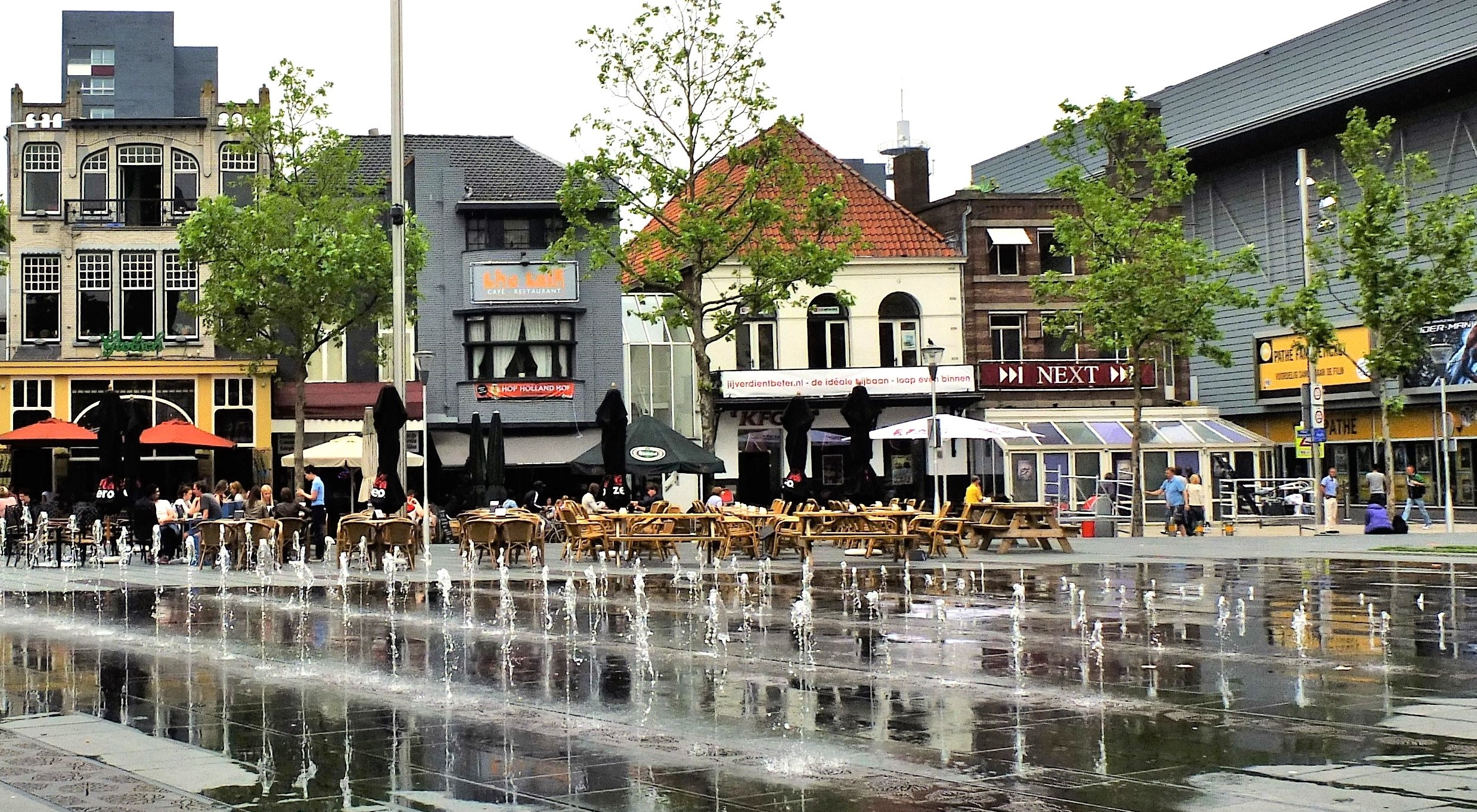
Waterpartijen, foto 2011

De Heuvel in Tilburg is het centrale plein van de stad Tilburg, gelegen midden in de binnenstad. De belangrijkste winkelstraat, de Heuvelstraat, komt uit op het Heuvelplein. De weg langs het plein heet de Heuvelring. Aan de overkant van die weg bevindt zich Heuvelse kerk en de zogeheten Korte Heuvel, een klein straatje met cafés. 

## Geschiedenis
Al in het jaar 709 is er een vermelding van Tilburg. Een akte beschrijft een geschonken stuk land onder de naam Tilliburgis.
Vóór 1898 konden Tilburgers alleen op de Heuvel drinkwater halen. Dat was de enige plek waar de gemeente Tilburg sociale voorzieningen aanbracht, zoals een drinkwaterpomp. In 1898 werd de watertoren aan de Bredaseweg gebouwd. Sinds 1985 staat een replica van de waterpomp op de Oude Markt, door de gemeente geschonken aan de Volt in verband met hun 75-jarige bestaan.
Sedert 1924 staat op het Heuvelplein het Willem II monument.
Op 27 oktober 1944 was voor Tilburg de Duitse bezetting afgelopen. De 15de Schotse Infanterie Divisie wist om 15:17 uur de Heuvel te bereiken. De tanks die de Heuvel opreden waren versierd met bloemen en slingers. Ook liep er een korps doedelzakspelers achter de groep aan.
Op 27 april 1994 sneuvelde de iconische lindeboom waar de Heuvel vooral bekend om was. Het gemeentebestuur wilde dit omdat de boom ziek was. Toen de boom gekapt werd bleek ze hol van binnen en uit de holle boom kwam een nieuwe linde tevoorschijn. Deze nazaat werd echter ook verwijderd. Ze werd wel opgekweekt, maar overleed toch. 
In 1996 zijn enkele veranderingen aan het plein aangebracht. Zo werd het standbeeld van Willem II op een glazen sokkel geplaatst en is een ondergrondse fietsenkelder gerealiseerd. Bij deze werkzaamheden werden de laatste wortels van de oude linde gerooid. Uit resten van deze wortels werd door Henk Kuiper een nieuwe linde opgekweekt. In 2009 werden drie loten van de oude lindeboom door de gemeente teruggeplaatst, maar zij stierven. Evenals een daaropvolgende linde, die genetisch geen relatie met de oorspronkelijke boom had. De lindeboom van Kuiper bleek wel levensvatbaar en groeit op in Hilvarenbeek.
Eind 2008 is het Heuvelplein volledig op de schop gegaan, na een referendum onder de Tilburgse bevolking over het ontwerp. Ook is de Heuvelring aangepakt in het kader van de vorming van de Cityring in Tilburg. De Heuvel kreeg een geheel nieuwe inrichting met een verhoogd middengedeelte waarop stroken gras en fonteinen zijn geplaatst. Het nieuwe jasje van het plein werd gekoppeld aan het feit dat Tilburg 200 jaar geleden van Lodewijk Napoleon, toenmalig vorst van het Koninkrijk Holland, stadsrechten kreeg.

## Galerij

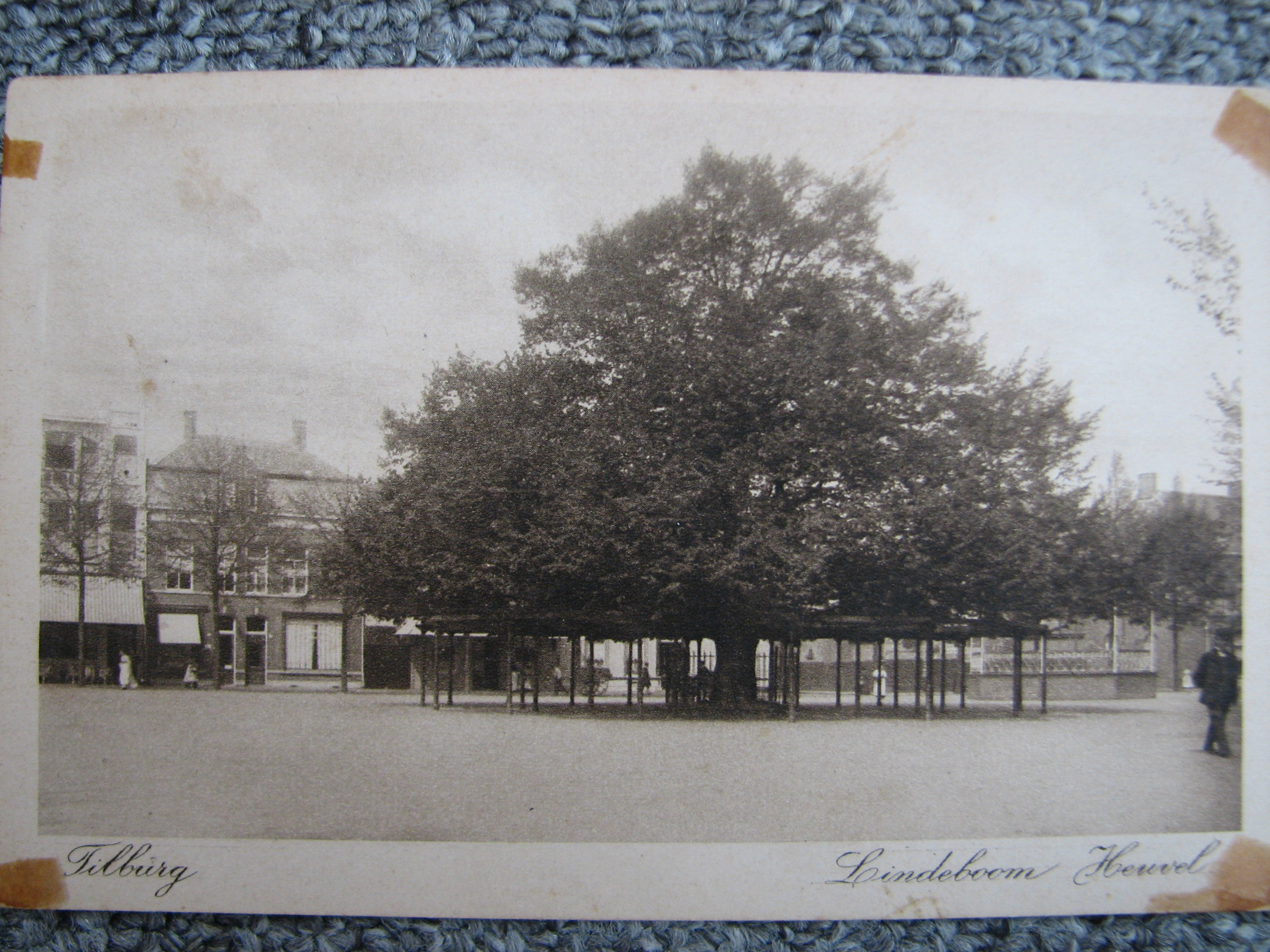
De Lindeboom op een ansichtkaart uit 1923
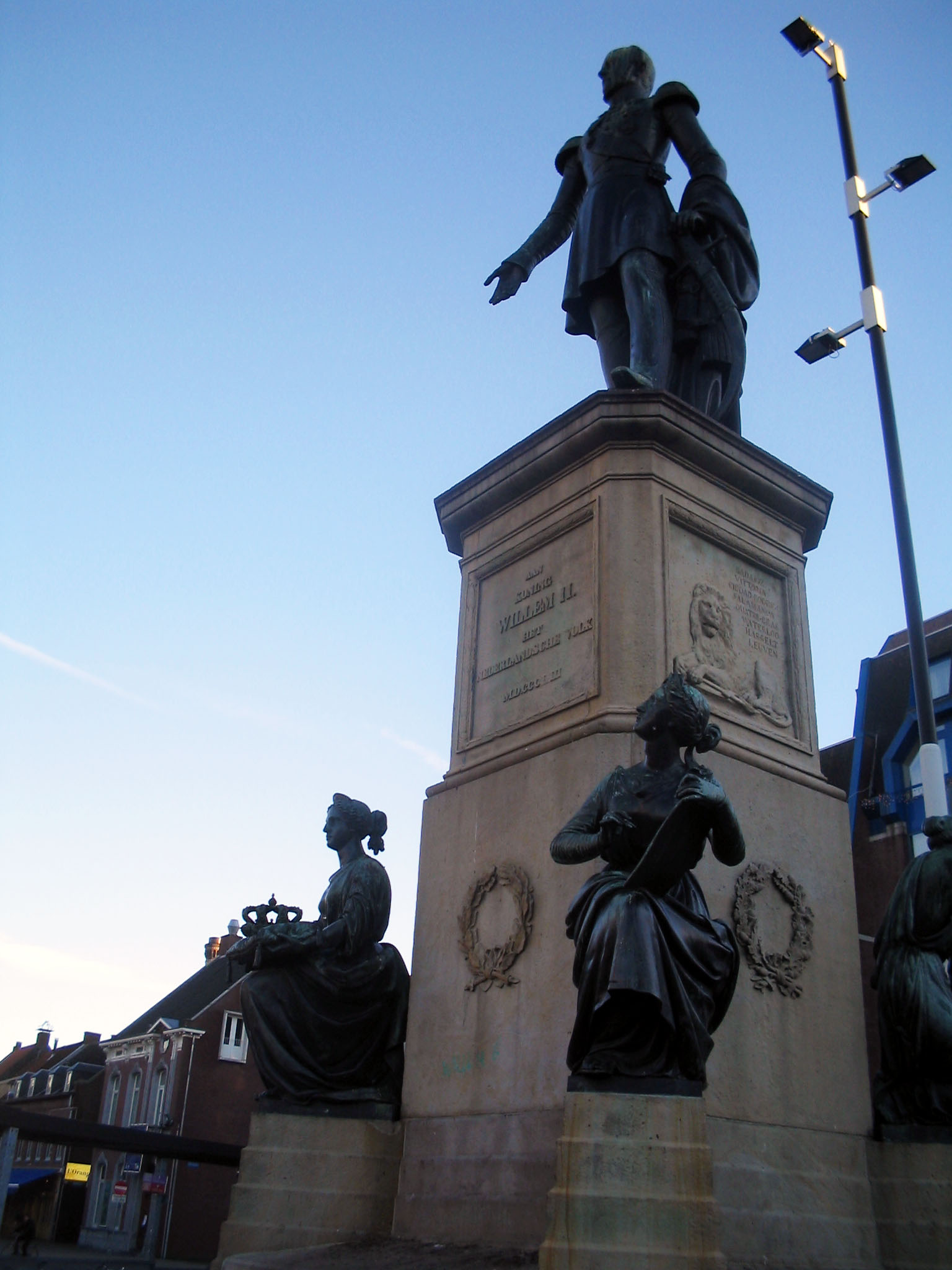
Het standbeeld van koning Willem II
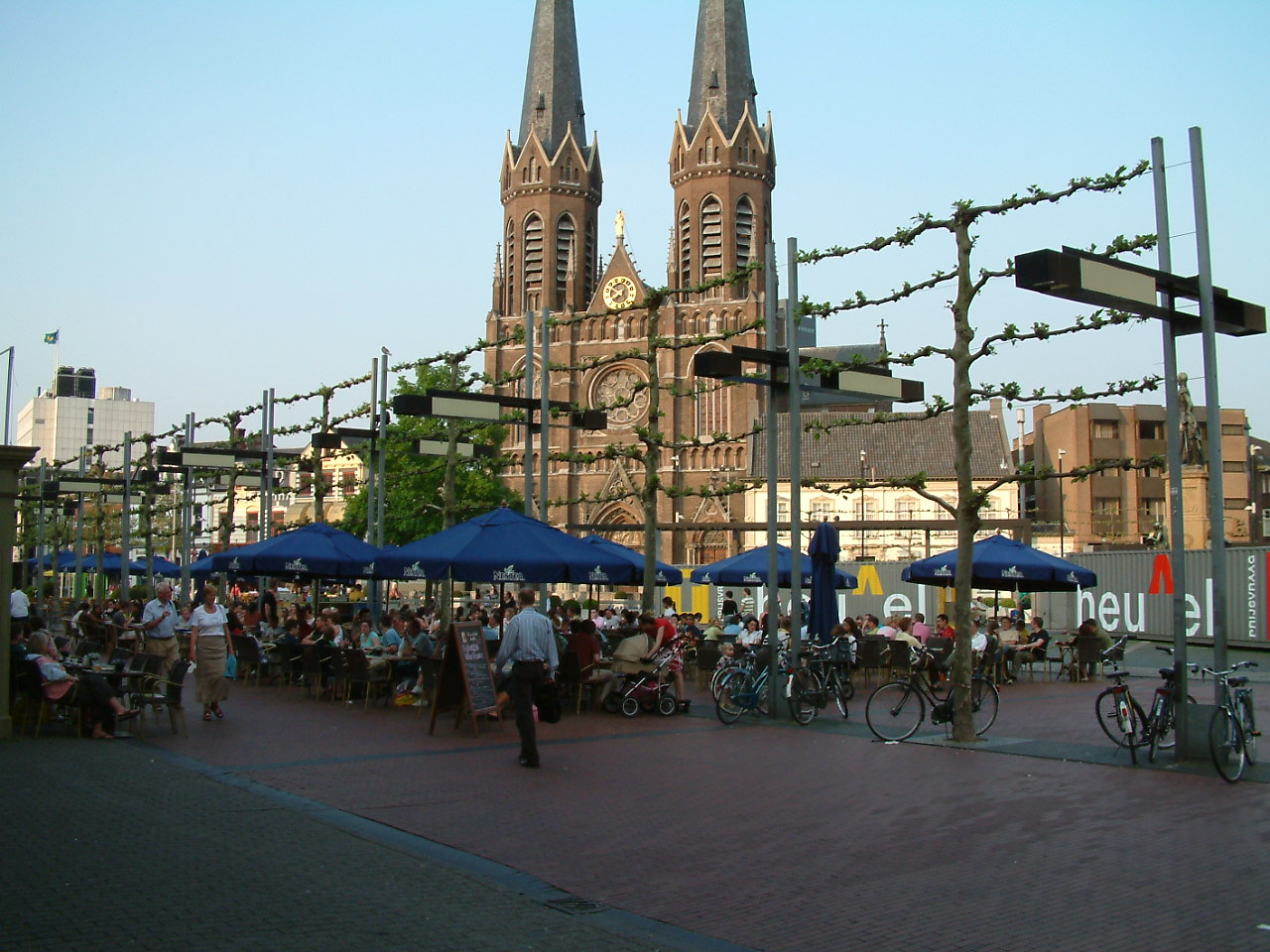
De Heuvel in 2006 met daarachter de Heuvelse kerk
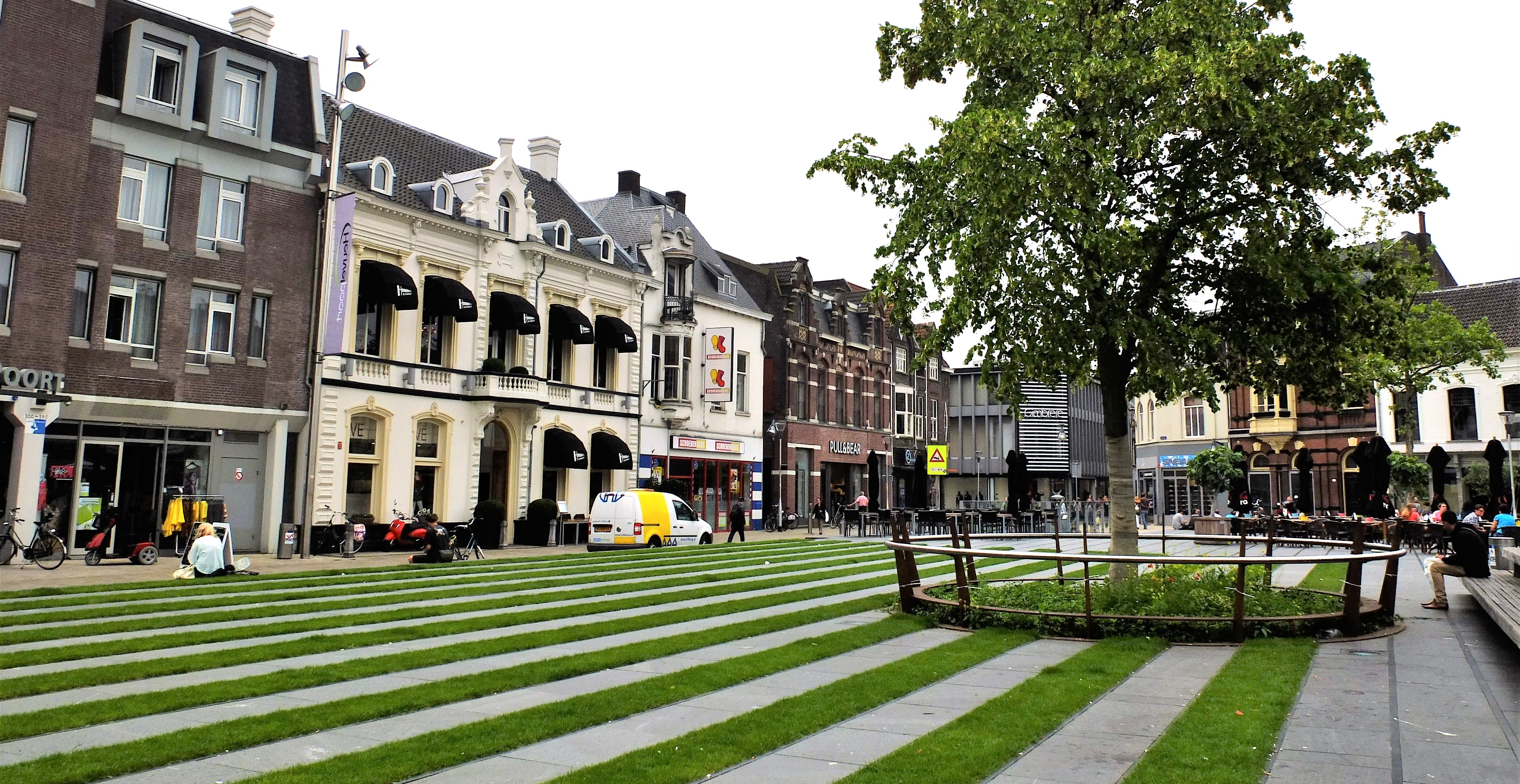
Groenstroken en een nieuwe linde, foto 2011
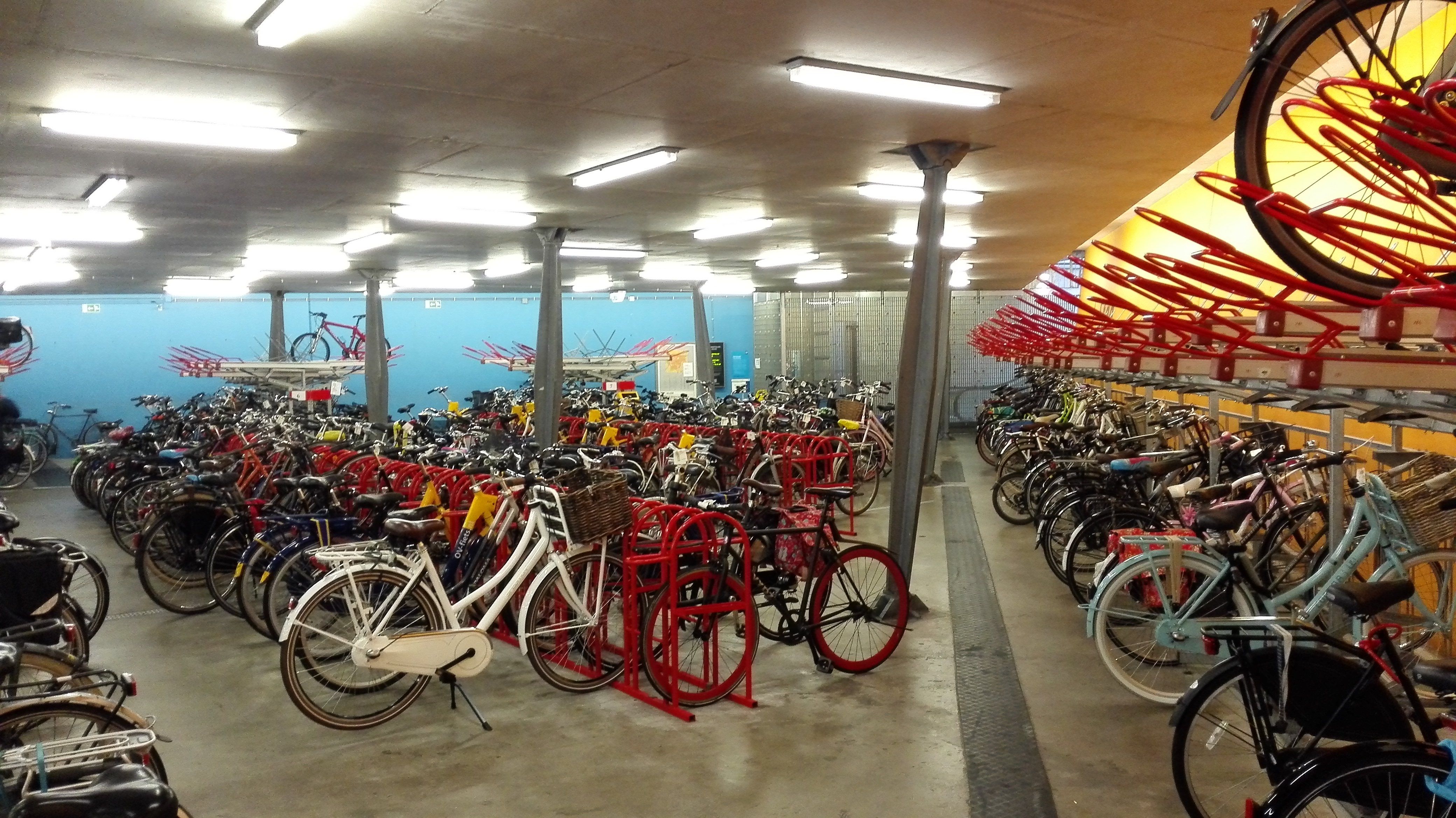
De ondergrondse fietsenstalling in 2017